# Міжнародний союз геологічних наук
International Union of Geological Sciences (IUGS) (Міжнародний союз геологічних наук (IUGS)) — одна з найбільших у світі неурядових, неполітичних і неприбуткових наукових організацій. IUGS заохочує найвищі рівні міжнародного співробітництва в галузі наук про Землю. Заснований у 1961 році. Відтоді IUGS був членом Міжнародної наукової ради ICSU (International Council for Science, https://web.archive.org/web/19981111190700/http://www.icsu.org/).
Входить до складу Міжнародної ради наукових спілок. Включає національні (і регіональні) організації геологів 117 країн. Секретаріат МСГН розташовується у м. Трондгейм (Trondheim), Норвегія, при Geological Survey of Norway (NGU).
МСГН — головний науковий спонсор Міжнародного геологічного конгресу. МСГН — партнер ЮНЕСКО у виконанні Міжнародної програми геологічних досліджень (International Geoscience Programme (IGCP) і є в Мережі ЮНЕСКО Geopark. Бере участь у інших програмах ООН, зокрема у організації Міжнародного року планети Земля, який ООН заплановано провести у 2008 р.

## Діяльність
Союз є науковим спонсором Міжнародного геологічного конгресу, який збирається кожні чотири роки і рекомендує та допомагає організаторам у формулюванні наукової програми для цієї події. Об'єднані програми спонсоруються IUGS й іншими організаціями.
Існуючі програми Союзу в співробітництві з ЮНЕСКО:
- Програма міжнародної геологічної співпраці (the International Geological Correlation Programme IGCP),
- Геологічне застосування дистанційного зондування і мінералогічне та енергетичне моделювання родовищ (Geological Applications of Remote Sensing, and Mineral and Energy Deposit Modelling).

Науковий Комітет ICSU з літосфери (The ICSU Scientific Committee on the Lithosphere, SCL) народився як ініціатива IUGS і Міжнародного союзу геодезії і геофізики. Дві нові ініціативи були висунуті Виконавчим Комітетом IUGS в 2002 році: по медичній геології та геоіндикації (The Initiative on Medical Geology, and the Initiative on Geoindicators).
IUGS публікує квартальний журнал «Episodes» (https://web.archive.org/web/20070224064721/http://www.iugs.org/iugs/pubs/epiguide.htm). Журнал розсилається до понад 115 країн світу.

## Контактна інформація
Secretary General Dr. Werner R. Janoschek, Austrian Geological Survey, Rasumofskygasse 23, P. O. B. 127, A-1031 Vienna, AUSTRIA ext. 180

IUGS Secretariat Hanne Refsdal Geological Survey of Norway N-7491 Trondheim NORWAY

## Інтернет-ресурси
- International Union of Geological Sciences website
- International Year of Planet Earth website
- International Geoscience Programme website
- International Chronostratigraphic Chart
- International Stratigraphic Guide: A guide developed by the IUGS-ICS Subcommission on Stratigraphic Classification to promote international agreement on principles of stratigraphic classification and to develop an internationally acceptable stratigraphic terminology and rules of stratigraphic procedure.
- List of IUGS-affiliated organizations
- First 100 IUGS Geological Heritage Sites